# Lava (Bengale-Occidental)
Lava est un bourg sis à l’extrême nord-est du Bengale-Occidental (Inde), dans le district de Darjeeling, à quelque 34 kilomètres de la ville de Kalimpong. Situé à une altitude de  2 050 mètres le bourg est l'une des rares localités du Bengale occidental à connaitre des chutes de neige en hiver.

## Tourisme
Le tourisme vert est une des sources principales de revenus pour les habitants de Lava. Plusieurs petites pensions y ont été construites. Pour les amateurs de la nature verte des pavillons de bois et huttes forestières peuvent être loués. 
Une destination touristique voisine est le village de Rishyap, à 4 km de marche, d’où l’on peut avoir une vue étendue de sommets de l’Himalaya oriental. 

## Particularités
- Un important monastère bouddhiste, le monastère de Jamgyong Kongtrul fondé par Lodrö Chökyi Sengé, occupe un promontoire à la sortie orientale de Lava.
- Lava est le point d’entrée du Parc national de Neora Valley.
- Les forêts entourant Lava sont l’habitat naturel de l’ours noir himalayen et du cerf aboyeur.

## Notes et références

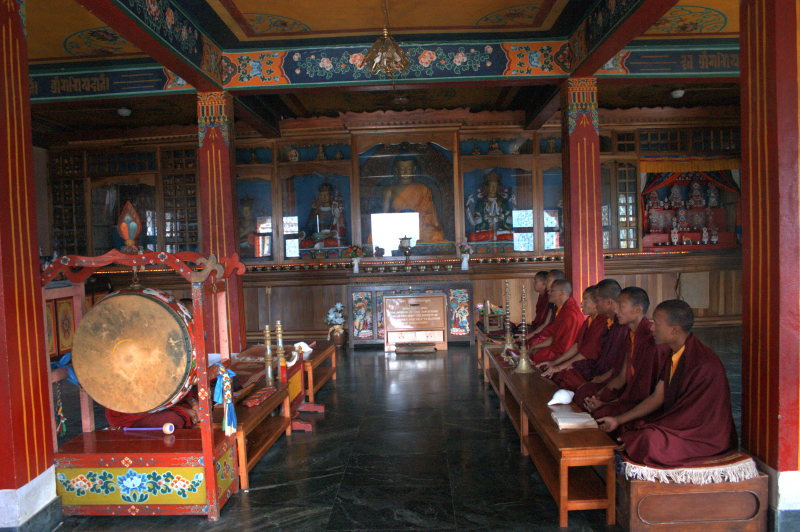
Prière au monastère bouddhiste (tibétain) de Lava